# 3-羥基丁酸
β-羥基丁酸（β-hydroxybutyrate），又稱3-羥基丁酸，化學式： CH3CH(OH)CH2CO2H，是一種羥基酸。β-羥基丁酸具手性，有兩種对映异构物：D-3-羥基丁酸和L-3-羥基丁酸。此化合物在人體飢餓狀態時的低血糖生理反應中，扮演重要角色。

## 生物合成
在人體，β-羥基丁酸通常是在肝臟中合成，原料是乙酰辅酶A。此反應是由3-羟基丁酸脱氢酶所催化。
罹患酮症（ketosis）的病患，體內的酮體濃度會上升，這些酮體中就包含了β-羥基丁酸。β-羥基丁酸可用作大腦在低血糖時的備用能源。糖尿病病患可藉由尿液或血液測是身體中的酮體濃度，以檢測是否罹患糖尿病酮症酸中毒。酒精性代謝酮酸中毒（alcoholic ketoacidosis）的患者的體內，β-羥基丁酸濃度最高。兩種酮酸中毒都會造成β-羥基丁酸轉至草酰乙酸的比例提高，導致檸檬酸循環停滯，且身體無法足夠地控制酮類的產生，導致嚴重的酮酸堆積使得血液pH極大地降低。

## 實驗室及工業化學
β-羥基丁酸是聚酯類生物可分解塑膠的原料，如聚羟基丁酸酯，這種聚合物也可被一種細菌Alcaligenes eutrophus生成。

β-羥基丁酸可由聚羟基丁酸酯酸水解生成。